# Джефферсон (Техас)
Джефферсон (англ. Jefferson) — город в США, расположенный в северо-восточной части штата Техас. Город является административным центром округа Марион. По данным переписи за 2010 год число жителей составляло 2106 человек.

## История

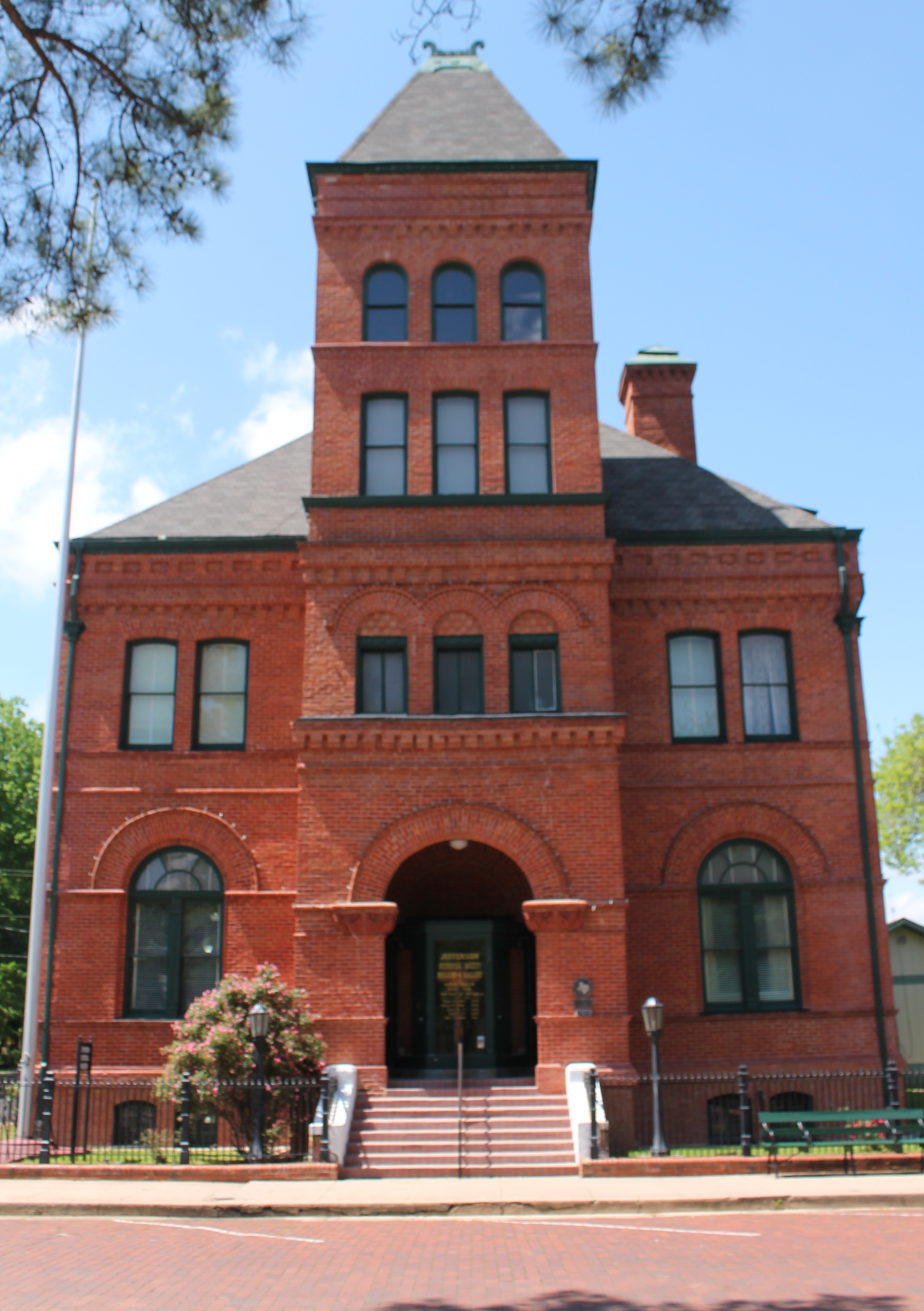
Почтовое отделение города

Согласно ранним записям, Джефферсон был основан около 1841 года на земле, которую уступили индейцы Кэддо. В то время на реке Ред-Ривер, к северу от города Накитош в Луизиане еще существовал затор из бревен длиной более 150 километров. Индейцы утверждали, что этот затор существовал всегда.
Затор, именуемый Плот Ред-Ривер, или Великий Плот (англ. Great Raft), служил подобием плотины на реке и поднял уровень реки и озера Кэддо на несколько метров. Повышенный уровень воды позволил проводить коммерческие рейсы из Джефферсона в такие крупные порты, как Сент-Луис и Новый Орлеан через Миссисипи и Ред-Ривер.
Между 1845 и 1872 годами Джефферсон был одним из самых важных портов в Техасе. Город достиг своего пика населения всего через несколько лет после гражданской войны. В течение этого времени Джефферсон был шестым по величине городом в Техасе.
В 1873 году, после многих лет безуспешных попыток удалить затор, инженерные войска США наконец смогли очистить русло реки от брёвен с помощью нитроглицерина. Уровень озера снизился до отметки, недопустимой для коммерческого судоходства, и это существенно повлияло на развитие города, население которого стало уменьшаться.
Согласно одной из легенд города, магнат Джей Гулд предложил городу провести железную дорогу, но городские лидеры ответили отказом, мотивировав его тем, что у них уже есть водное сообщение. На что Гулд гласит, что Гулд хотел, чтобы принести его железную дорогу через Джефферсон, но городские лидеры отказались, потому что они не имели речного транспорта. Гулд ответил, что без железной дороги город зарастёт травой. По слухам, Гулд также поддерживал удаление затора на Ред-Ривер. Сейчас в центре города находится исторический памятник — вагон Гулда, популярная туристическая достопримечательность.
Практически каждое здание на главной улице города отмечено исторической табличкой.
В память о еврейской паре Джейкобе и Эренестине Штерн, поселившихся в городе перед гражданской войной, управлявших почтовым отделением и участвовавших во многих гражданских и социальных проектах города, в 1913 году был установлен фонтан. Фонтан, выполненный скульптором Джузеппе Моретти, изображает древнегреческую богиню юности Гебу.
С 2000-х годов в городе проходит конференция книжного клуба Pulpwood Queens, привлекающая авторов со всей страны.

## География
Координаты Джефферсона: 32°45′40″ с. ш. 94°20′58″ з. д..

### Климат
| Показатель                    | Янв.  | Фев. | Март | Апр. | Май  | Июнь | Июль | Авг. | Сен. | Окт. | Нояб. | Дек.  | Год   |
| ----------------------------- | ----- | ---- | ---- | ---- | ---- | ---- | ---- | ---- | ---- | ---- | ----- | ----- | ----- |
| Абсолютный максимум, °C       | 27,8  | 33,3 | 31,7 | 33,9 | 36,1 | 39,4 | 40,6 | 41,7 | 42,2 | 35   | 30,6  | 30    | 42,2  |
| Средний суточный максимум, °C | 13,3  | 16,1 | 20,3 | 24,3 | 28,2 | 31,7 | 33,4 | 33,9 | 30,6 | 25,2 | 19,3  | 14,2  | 24,2  |
| Средняя температура, °C       | 6,8   | 9,3  | 13,4 | 17,3 | 22   | 25,9 | 27,5 | 27,4 | 23,9 | 17,8 | 12,5  | 7,8   | 17,7  |
| Средний суточный минимум, °C  | 0,3   | 2,6  | 6,6  | 10,2 | 15,8 | 20,1 | 21,6 | 21,1 | 17,2 | 10,3 | 5,7   | 1,4   | 11,1  |
| Абсолютный минимум, °C        | −12,8 | −15  | −9,4 | −2,2 | 3,9  | 7,8  | 12,8 | 11,1 | 3,3  | −3,9 | −8,9  | −20,6 | −20,6 |
| Норма осадков, мм             | 102   | 97   | 107  | 120  | 122  | 101  | 86   | 69   | 79   | 92   | 107   | 117   | 1199  |
| Источник: weatherbase.com     |       |      |      |      |      |      |      |      |      |      |       |       |       |

## Население
Согласно переписи населения в 2010 году в городе проживали 2106 человек, 871 домохозяйство, 530 семей. Расовый состав города: 59,7 % — белые, 36 % — чернокожие, 0,3 % — коренные жители США, 0,7 % — азиаты, 1,2 % — другие расы, 2 % — две и более расы. Число испаноязычных жителей любых рас составило 3,1 %.
Из 871 домохозяйства в 23 % проживают дети младше 18 лет. В 37,3 % случаев в домохозяйстве проживают женатые пары, 19,6 % — домохозяйства без мужчин, 39,2 % — домохозяйства, не составляющие семью. 34,9 % домохозяйств представляют собой одиноких людей, 17,8 % — одиноких людей старше 65 лет. Средний размер домохозяйства составляет 2,23 человека. Средний размер семьи — 2,88.
23,7 % населения города младше 20 лет, 20,6 % находятся в возрасте от 20 до 39, 32,4 % — от 40 до 64, 23,3 % — 65 лет и старше. Средний возраст составляет 45,1 года.

## Образование
Город обслуживается независимым школьным округом Джефферсона.